# Hans Kelsen
Hans Kelsen (Prága, 1881. október 11. – Berkeley, Kalifornia, 1973. április 19.) osztrák születésű amerikai jogász és jogtudós, az államelmélet művelője. A 20. század legfontosabb jogtudósai között tartják számon.

## Életpályája
Prágában született, ám hároméves korában a családja Bécsbe költözött. Heidelbergben, Berlinben és Bécsben járt egyetemre. Az első világháború alatt a kormány mellett dolgozott jogtanácsosként, a háború után állást kap a Bécsi Egyetemen, ahol 1919-ben teljes állású professzor lett. Szerepe volt az osztrák alkotmány kidolgozásában, 1921-től az osztrák alkotmánybíróság tagjává nevezték ki élethosszig. Politikai nyomásra azonban a húszas évek végén eltávolították, mivel a bíróságok újraházasodásokat érvénytelennek kimondó ítéleteit az alkotmánybíróság rendre hatályon kívül helyezte az ő befolyására. 1929-ben Kölnbe költözött, ahol Genf és Prága mellett szintén tanított. A weimari köztársaságban történt nemzetiszocialista hatalomátvétel után Svájcba, Genf városába költözött.
A második világháború kitörése után az Amerikai Egyesült Államokba emigrált. Itt 1942-ig a Harvard Egyetemen, majd a Berkeleyben lévő Kaliforniai Egyetemen tanított, ahol 1945-től teljes állású professzor lett. Ugyanebben az évben a formálódó ENSZ tanácsadója lett, és részt vett a nürnbergi per előkészítésében. 1952-ben lemondott professzori állásáról, de vendégprofesszorként egy sor amerikai és európai egyetemen tartott előadásokat. 1973-ban hunyt el Berkeley-ben.
Élete során sok művet írt: habilitációs írása 1911-ben jelent meg Hauptprobleme der Staatsrechtslehre címen. 1925-ben jelent meg második műve az Allgemeine Staatslehre, 1926-ban a Grundriss einer allgemeinen Theorie des Staates (magyarul Az államelmélet alapvonalai címmel jelent meg). Jogelméleti alapművének az 1934-es Tiszta jogtan (németül: Reine Rechtslehre). 1950-ben az ENSZ intézményeiről írt The Law of United Nations című monográfiája mind a mai napig alapmű a témában. Az 1952-ben megjelenő Principles of International Law a nemzetközi jogról alkotott véleményét foglalja össze. Az Egyesült Államokban eltöltött évek alatt közeledni kezdett az angolszász joghoz, amely 1960-as What is Justice? Justice, Law and Politics in the Mirror of Science című tanulmánygyűjteményében kifejezésre is jut. Utolsó műve a már posztumusz megjelenő, 1979-ben kiadott Allgemeine Theorie der Normen.

## Jogelmélete
Eszméinek alapját a „Tiszta jogtan” című művében fogalmazta meg. E szerint a tudományos igényű jogi megismerésnek nélkülöznie kell az erkölcsöt, mivel az racionálisan igazolhatatlan, mint például az igazságosság. Ezért utasította el a természetjogi felfogást és támogatta a jogpozitivizmus szeparabilitási tételét, a jog és az erkölcs szétválasztását. Úgy gondolta, hogy a jogot ezen kívül meg kell tisztítani a politikától, hiszen sok joggal foglalkozó ember valójában politikai álláspontot képviselt, valamint a filozófiától (aminek a természetjogot is tekintette).
Életének jelentős időszakában neokantiánus szemlélet jellemezte, ennek megfelelően megkülönböztette a „van”-t (sein) és „kell”-t (sollen). A van világa az, ami megjelenik a külső szemlélő számára, míg a kell világa ennek valódi jelentése. Kelsen példájával élve: „Valamely teremben emberek gyűlnek össze, beszédeket tartanak, egyesek felállnak, mások ülve maradnak – ez a külső történés. Értelme pedig az, hogy törvényt hoznak.” A jelentés tehát szerinte nem rejlik benne az empirikus tényekben. Kelsen szerint a jog is ilyen, nem ragadható meg tények összefüggéseként, a jelentést egy norma „értelmezési sémaként” kapcsolja hozzá a tényálláshoz.
A jog tehát egyenlő a normával, a jog a normák összessége. A norma egy hipotetikus ítélet: logikai séma, ami egy feltételes állítás formájában fejeződik ki, „ha…, akkor" szerkezetű ítéletekben. Ez nem pusztán úgy fejeződik ki, hogy „ha A, akkor B”, hanem megjelenik benne a legyen is: „ha A, akkor legyen B.” Ha: bizonyos empirikus tényekhez jogkövetkezmények kapcsolódnak. Akkor: egy sollen tételezés – ennek és ennek történnie kell. Ezek alapján például az emberölés így írható le: „Ha »valaki mást megöl«, legyen »megbüntetve«.”
Élete végén normatív fordulat következik be: 
Akarati aktus értelmezése: szubjektíven fogja értelmezni, az objektívből. Sein és sollen mellett megjelenik a wollen (normatív erő nincs akarat nélkül). 
A szuverén akarata jelenik meg a normában. 
A normatív ítélet lehet igaz, vagy hamis, a norma csak érvényes, vagy érvénytelen lehet.
A normák érvényességének kritériuma: 
– Nem származhat a sein világából, a társadalmi tényből 
– A norma csak normával alapozható meg
Joglépcső elmélete (Merkel alapján): 
- a normák lépcsőzetesen épülnek fel, egy norma érvényessége a felette levőből ered. (alkotmány – jogalkotási tv. – Btk) 
- Kétféle norma: – Generális (általános) például Btk. és – Individuális (egyéni) például adásvételi szerződés. 
Ez a lépcső egy hipotetikus alapnormával kezdődik (feltételezett, logikailag szükséges norma). A lépcső másik végén a sollen átlép a seinba. 
Szükséges a hatékonyság és a társadalmi elfogadottság. 1. Ha senki se követi akkor elveszti érvényességét 2. Nem egy normának, hanem a jogrend elfogadottságára van szükség (Kelsen ezt képviseli).

## Vitái
1. vs. természetjog : a szeparációs tétel miatt. A természetjog nem alkalmas arra, hogy tiszta jogtudományt alapítsunk rá. A természetjogot teleologizmussal (céltételezés) vádolja. Isten, vagy természet létezőként való felfogása szerinte metafizikai hiba. 2. vs. hagyományos jogtudomány: a német tételes jogtudománnyal, akarat elméleti alapon 
3. vs. analitika (Austin) : ez engedményt tesz a szociológiának, ezért megsérti a tisztaságot.
Nemzetközi jogban is sokat alkotott. A nemzetközi jog primátusát vallja, ez az állami jog fölé kerül a joglépcsőben. Az alapnormának szigorúan formálisnak kell lennie. Az alapnorma semmit sem mond annak a jogrendszernek a tartalmi szabályairól. Akaratelméleti fordulata élete végén : nem hisz abban, hogy az individuális norma érvényessége levezethető az általános norma érvényességéből. Az individuális norma érvényességéhez minden esetben olyan akarati aktusra van szükség, amely kifejezetten erre a normára irányul. Elutasítja az alanyi és tárgyi jog és az állam és jog kettősségét.

## Magyarul
- Az államelmélet alapvonalai; ford., előszó Moór Gyula; Városi Ny., Szeged, 1927 (Szegedi Tudományos Könyvtár)
- A szuverénitás fogalmának változása; Danubia, Bp., 1931 (Az Erzsébet Egyetem Barátai Tudományos Szövetsége Jog- és Társadalomtudományi Szakosztályának kiadványai)
- Tiszta jogtan; ford. Bibó István, kieg. szövegford., mutató, bibliográfia, sajtó alá rend. Erdélyi Leonóra, szerk., bev. Varga Csaba; ELTE, Bp., 1989 (Jogfilozófiák)
- Az államelmélet alapvonalai; ford., előszó Moór Gyula, szerk., szöveggond. Szabadfalvi József; Bíbor, Miskolc, 1997 (Prudentia iuris)